# Josef Moser (Apotheker)
Josef Moser (* 7. Juli 1779 in Lichtental bei Wien; † 15. Juni 1836 in Wien) war österreichischer Apotheker und Pionier der Gasbeleuchtung.

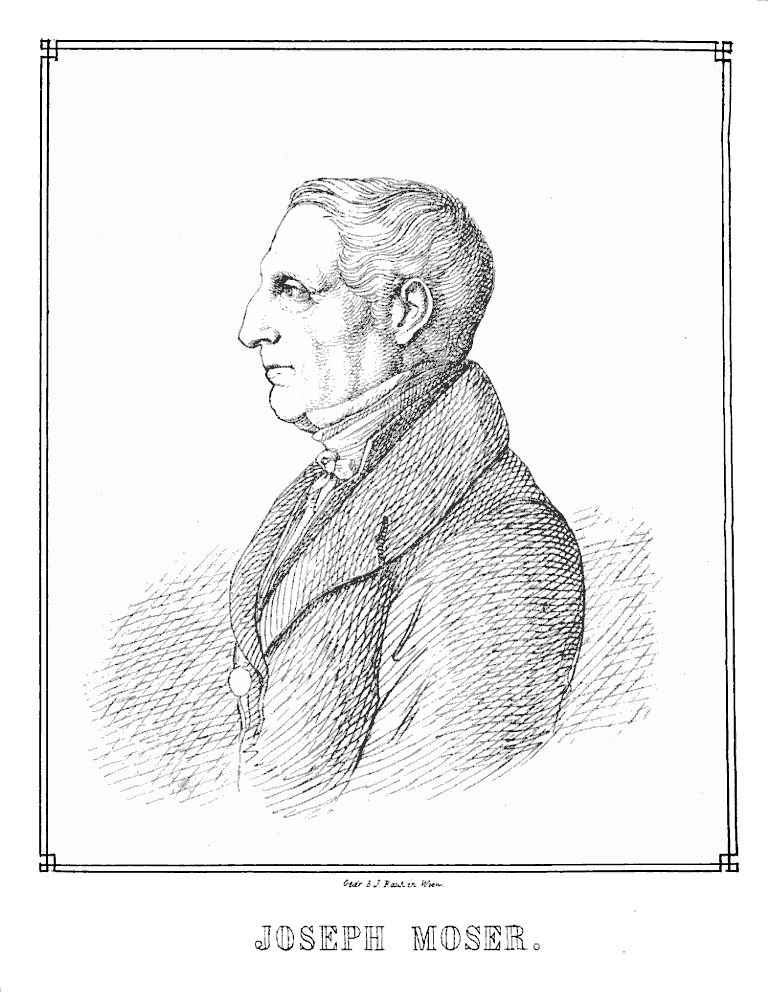
Joseph Moser (Oesterreichischer Bürger-Kalender 1846)

## Leben
Der Sohn eines Apothekers blieb nach Beendigung seiner Lehrjahre noch kurze Zeit Gehilfe in der väterlichen Apotheke Zum goldenen Löwen in der Josefstädter Straße Nr. 30 (heute als Alte Löwen-Apotheke Nr. 25) im 8. Wiener Bezirk und bereiste danach zur wissenschaftlichen Weiterbildung Berlin (als Schüler bei Martin Heinrich Klaproth), Erfurt (als Schüler bei Johann Bartholomäus Trommsdorff), Jena, Leipzig, Halle, Heidelberg, sowie die Schweiz, Italien und Paris.
1809 übernahm er die Apotheke seines Vaters. Bereits 1802 gründete er eine Pharmazeutisch-chemische Lesegesellschaft zur wissenschaftlichen Weiterbildung der Apothekengehilfen. Die so entstandene Zeitungs- und Büchersammlung wurde 1814 in eine Gremial-Bibliothek umgewandelt und entwickelte sich zur größten deutschsprachigen pharmazeutischen Fachbibliothek. 1816 wurde Moser zu einem der Gremial-Vorstände und 1825 zum Grundrichter der Vorstadt Josefstadt gewählt.
Im Laboratorium der Apotheke betrieb er chemische Forschung. So stellte er Gas aus Erdharz und chemisches Zündpulver (chlorsaures Kali) her. Mit dem Gas führte Moser 1816 als erster in einem öffentlichen Wiener Lokal in seiner Apotheke die Gasbeleuchtung für die Auslage seiner Apotheke ein, was für großes Aufsehen sorgte. Selbst Mitglieder des Hofes und Kaiser Franz II. kamen zur Besichtigung der Auslage.